# Ivan Gašparovič
Ivan Gašparovič (27 de marzo de 1941) es un político y profesor eslovaco. Fue el Presidente de Eslovaquia, cargo que ocupó desde el 15 de junio de 2004 hasta el 30 de marzo de 2014.
Gašparovič nació en Poltár, Eslovaquia. Su padre, Vladimir Gašparović, inmigró a Eslovaquia desde Croacia a finales de la Primera Guerra Mundial
Gašparovič estudió en la facultad de leyes de la Universidad Comenius, en Bratislava, que es la universidad central en Eslovaquia, entre 1959 y 1964. 
En 1992, fue brevemente vicepresidente del Consejo Legislativo de Checoslovaquia, antes de que Checoslovaquia se dividiera en República Checa y Eslovaquia en (dicho desmembramiento se produjo en enero de 1993). Fue uno de los autores de la constitución de Eslovaquia a finales de 1992.

## Vida privada
En 1964, Gašparovič se casó con Silvia Beníková, con quien tiene dos hijos. Practica hockey sobre hielo, que es el deporte nacional de Eslovaquia. Fue vicepresidente de la Comisión Internacional de la Unión Checoslovaca del Hockey sobre Hielo.